# Sazae-san
Sazae-san (サザエさん) is een Japanse yonkoma manga geschreven en getekend door Machiko Hasegawa. Vanaf 22 april 1946 werd deze strip uitgegeven in Hasegawa's lokale krant, Fukunichi Shinbun (フクニチ新聞). In 1949 verhuisde Hasegawa naar Tokio omdat de krant Asahi Shimbun de publicatie wilde overnemen. De manga behandelde hedendaagse situaties in Tokio. De reeks eindigde op 21 februari 1974 toen Hasegawa op pensioen ging.
In 1962 won Sazae-san de achtste Bungeishunju Manga Prijs. Een anime werd later door Eiken geproduceerd. De tekenfilm werd voor het eerst uitgezonden in oktober 1969. Volgens het Guinness Book of Records is dit de langstlopende tekenfilmreeks ooit. In 2020 werd de Tezuka Osamu Cultuurprijs toegekend. 

## Verhaal
In het begin van de reeks toonde Sazae meer interesse in haar paard dan in zich op te kleden om een echtgenoot te vinden. Hasegawa's doel was dan ook om de familie in de reeks als een moderne Japanse familie van na de Tweede Wereldoorlog weer te geven.
Sazae was een vrije vrouw. Veel van de vroege verhaallijnen van de manga draaien rond Sazae die de baas speelt over haar man, dit tegen de zin van haar buren in die geloven dat de man het hoofd van het huishouden moet zijn. Later werd Sazae een feminist.
De strip draaide doorgaans rond Sazae's familierelaties en was luchthartig van aard. De laatste strip uit 1974 gaat over Sazae die blij is omdat het ei dat ze brak voor het ontbijt van haar man twee dooiers bevat. De boodschap was om geluk in de kleine dingen des levens te vinden.
Vandaag wordt de populaire Sazae-san anime, desondanks de politiek linkse boodschap waardoor het vroeger controverse veroorzaakte, gezien als nostalgie naar de traditionele Japanse maatschappij van voor de opkomst van de hedendaagse technologie.

## Manga uitgaven
De manga werd oorspronkelijk in boekvorm uitgegeven door Shimaisha (姉妹社), het bedrijf dat Hasegawa samen met haar zus Mariko beheerde. In april 1993 hield het bedrijf op met bestaan. Asahi Shimbun kocht de rechten van de 45 bestaande volumes op. Kodansha publiceerde van 1997 tot 1999 twaalf tweetalige (Japans-Engels) volumes. In 2004 werden deze opnieuw uitgebracht. In 2015 zagen nog drie tweetalige volumes het daglicht onder de titel The Best of Sazae-san.

## Sazae-san op televisie

### Anime
In oktober 1969 begon Fuji Television aan een anime versie van Sazae-san. De reeks wordt vandaag nog steeds gemaakt en uitgezonden. Hierdoor is het een van de langstlopende gescripte televisiereeksen ooit en de langstlopende tekenfilmreeks ooit. Het programma wordt elke zondag uitgezonden. De anime kent een aantal personages die van oorsprong niet in de manga voorkwamen.
Sazae-san was de laatste geanimeerde televisiereeks die nog traditionele celanimatie gebruikte. Vanaf april 2009 werd de animatie van de begingeneriek digitaal. Vanaf 2015 werd de reeks volledig digitaal gemaakt. Ondanks de populariteit van de reeks, wilde Hasegawa niet dat er merchandise voor werd gemaakt. Ditzelfde gold voor de rechten om de reeks op video uit te brengen. Hierdoor zijn oude afleveringen zeer zeldzaam. Na haar dood in 1992 bleef men deze wens respecteren.
Op 5 september 2013 brak Sazae-san het wereldrecord voor het langstlopende geanimeerde televisieprogramma ter wereld. In november 2015 bereikte de reeks haar 7332ste aflevering. Elke wekelijkse uitzending bestaat uit drie afleveringen. Speciale afleveringen worden meegerekend voor het record.

### Live-action reeksen
In 1955 bracht een radiozender een hoorspel uit op basis van de strip.
In datzelfde jaar liep er een live-action reeks op de zender die later TBS zou worden.
In 1965 begon TBS een nieuwe reeks op basis van de manga. Deze liep tot in september 1967.
In 1979 zond NHK een derde reeks uit gedurende zes maanden. Deze ging over het maken van Sazae-san en over Machiko Hasegawa in haar jongere jaren.
In 2010 bracht Fuji Television een live-action reeks uit getiteld Sazae-san 2 (サザエさん2) (opgevolgd door Sazae-san 3 (サザエさん3)) die gebaseerd was op de anime.